# Англо-эфиопское соглашение (1954)
Англо-эфиопское соглашение 1954 года было подписано 29 ноября в Лондоне сроком на 15 лет. Было достигнуто в результате долгой дипломатической борьбы Эфиопии, направленной на полное освобождение своей территории от британской оккупации. Соглашение предусматривало вывод британских войск из Эфиопии в следующем 1955 году и восстановление Эфиопией полного контроля и суверенитета над своей территорией. Также оно регулировало трансграничное передвижение сомалийских кочевников по территории Эфиопии. Прекратило действие в 1960 году в связи с образованием независимого Сомали.

## Предыстория и переговоры

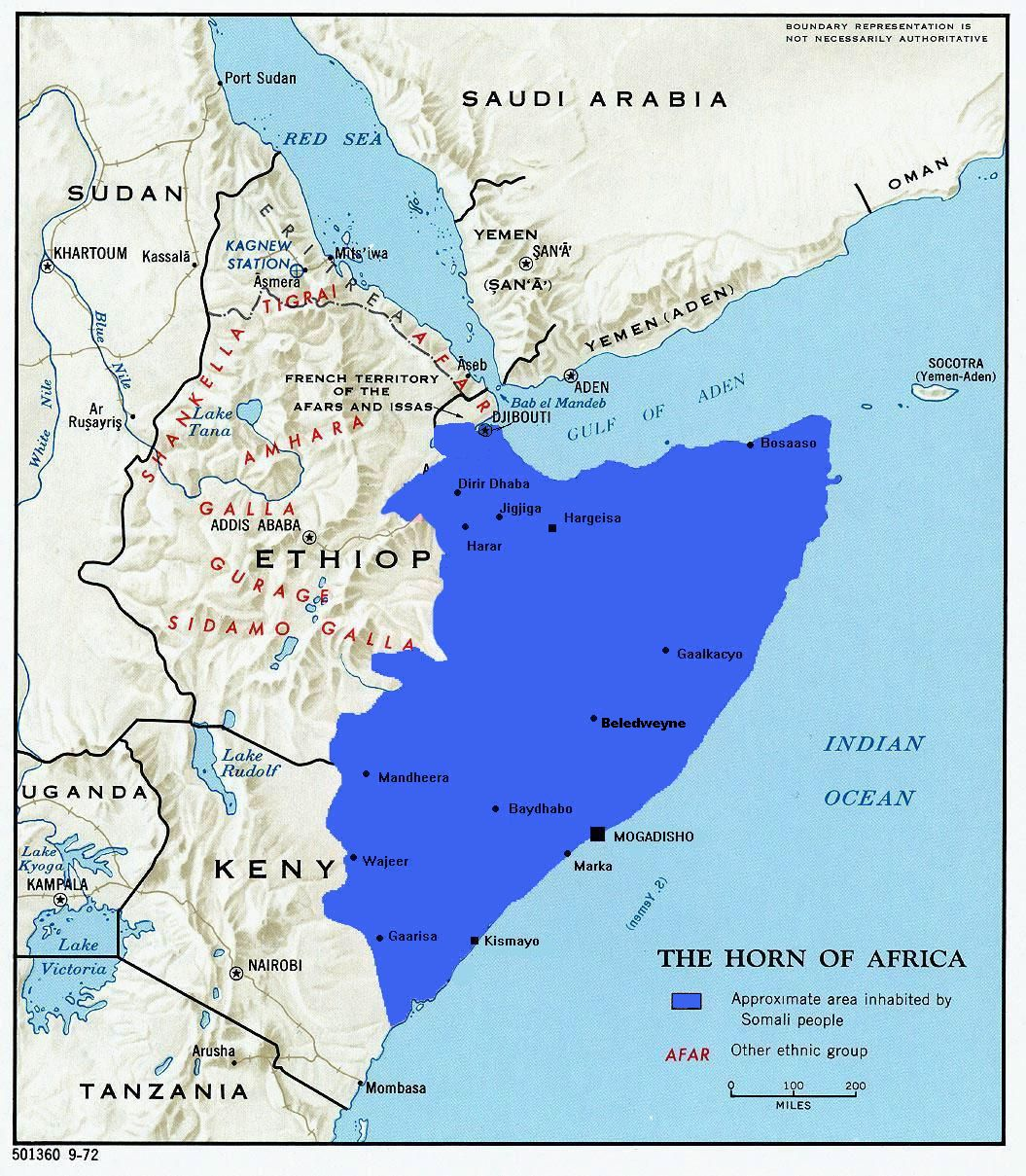
Приблизительные границы расселения сомалийцев

Великобритания, стремившаяся создать «Великое Сомали» из британского Сомалиленда, оккупированных ею итальянского Сомали и эфиопских территорий (Огаден и Хауд), под своим протекторатом, в 1946 году начала переговоры с Эфиопией по обмену территорий. Британцы предложили порт Зейла и
коридор, ведущий из этого порта в Эфиопию, в обмен на Хауд. Первое встречное предложение Эфиопии предусматривало передачу коридора шириной около ста миль до Зейлы в Британском Сомалиленде для связи с северным Огаденом. В июле 1947 года в своем втором предложении Эфиопия согласилась получить порт Зейла с узким коридором, но предложила взамен «лишь относительно узкую полосу пастбищной территории». Оба этих предложения были отвергнуты британцами. В 1952 году Великобритания повторно отправила свое изначальное предложение Эфиопии, включив в него денежную компенсацию от 250 до 500 тысяч фунтов стерлингов. Однако переговоры сошли на нет после того, как американская компания нашла месторождения нефти в Хауде.
В итоге эфиопское правительство решило сыграть на противоречиях между двумя великими державами — Великобританией и США. Эфиопия активно пользовалась американской политической, экономической, военной и дипломатической поддержкой в качестве противовеса британскому господству в регионе. США были более чем готовы поддержать Эфиопию, потому что у американцев были стратегические – Эфиопия рассматривалась как незаменимый союзник в сдерживании коммунизма – и экономические (нефтяные) интересы в стране. В 1953 году в целях усиления своих позиций в переговорах с Великобританией Эфиопия согласилась подписать договор с США о взаимной обороне. В итоге под давлением США было заключено англо-эфиопское соглашение 1954 года.

## Условия
По условиям соглашения прекращалось действие англо-эфиопского соглашения 1944 года и англо-эфиопского протокола от 24 июня 1948 года. Соглашение 1954 года состояло из шести статей. По первой статье соглашения британские войска выводились из Эфиопии начиная с 28 февраля 1955 года, Эфиопия получала полный и эксклюзивный суверенитет над своей территорией. В соответствии со второй статьей кочевые сомалийские племена получали право свободного передвижения из британского Сомалиленда на территорию Эфиопии в поисках воды и пастбищ в соответствии с англо-эфиопским договором 1897 года. Подтверждались также границы между Эфиопией и Сомалилендом, установленные по этому договору. 
Третья статья предусматривала специальные меры, касающиеся передвижения сомалийских племен. Стороны соглашения определили границы участка эфиопской территории, прилегающего к Сомалиленду, на котором британская колониальная администрация имела право «без ущерба суверенитету Эфиопии» контролировать сомалийские племена. Этот контроль осуществляли племенные вожди и вооруженная племенная полиция (на эфиопской территории одновременно могло находиться до 700 полицейских). Помимо того, на этом участке мог проживать и свободно перемещаться в его пределах британский офицер связи с необходимым количеством персонала, который должен был поддерживать постоянный контакт с сомалийскими племенами и эфиопскими властями. Запрещалось вести политическую агитацию на территории Эфиопии властям или членам сомалийских племен из британского протектората.

## Последствия
Соглашение 1954 года укрепило суверенитет Эфиопии. Сомалийцы же отреагировали на новость о заключении соглашения негативно, организовав демонстрации против него; рост сомалийского национализма в связи с соглашением угрожал стабильности региона. При этом британское правительство сохранило свое влияние в населенных сомалийцами пограничных землях Эфиопии, используя это как рычаг давления на эфиопское правительство для пересмотра границ на всем полуострове Сомали. Уже в апреле 1956 года Великобритания предложила Эфиопии присоединить к Сомалиленду пограничную эфиопскую территорию, о которой шла речь в соглашении 1954 года, чтобы включить ее в предполагаемое «Великое Сомали» (также предлагался обмен Хауда на четырехугольник Мандера в северной Кении). Эфиопия отклонила это предложение. Последовавший в феврале 1959 года совместный демарш Британии и США, который был направлен против территориальной целостности страны, также ни к чему не привел. 
После образования 1 июля 1960 года Сомалийской республики соглашение 1954 года досрочно прекратило действие (в частности, 5 июня 1960 года правительство Эфиопии объявило, что с 26 июня — по случаю провозглашения независимости Сомалиленда, вошедшего через несколько дней в состав Сомали — оно будет считать положения соглашения 1954 года, касающиеся прав сомалийских кочевников на выпас скота на эфиопской территории, «автоматически недействительными», так как Сомали не обладало правопреемством по отношению к Великобритании в вопросе ее прав в Эфиопии). Вопросы, связанные с трансграничным передвижением кочевых сомалийских племен, стали регулироваться уже двумя суверенными африканскими государствами — Сомали и Эфиопией.